# Svenstrup Station
 Ikke at forveksle med Stenstrup Station.
Svenstrup Station er en jernbanestation i stationsbyen Svenstrup i Himmerland syd for Aalborg.
Stationen ligger på jernbanestrækningen Randers–Aalborg mellem Skalborg Station og Støvring Station. Svenstrup Station åbnede i 1870, lukkede i 1972, men blev genåbnet i 2003 som en del af Aalborg Nærbane. Den betjenes af tog fra DSB og Nordjyske Jernbaner.

## Navn
Stationen hed fra starten Svendstrup, men fra 1903 blev den kaldt Svendstrup Jylland, så man ikke forvekslede den med billetsalgsstedet Svendstrup Sjælland på København-Korsør-banen. I 1958 blev stavemåden ændret til Svenstrup Jylland. Som regel blev navnet forkortet til Svenstrup Jyll. eller Svenstrup J. Byens postadresse er nu 9230 Svenstrup J.

## Historie
Svenstrup blev først oprettet som holdested med sidespor og blev senere station på Randers-Aalborg Jernbane, der blev indviet i 1869. Der blev opført en lille stationsbygning øst for banen ved vejen til Dall.

### Nibebanen
I 1899 blev Svenstrup jernbaneknudepunkt med åbningen af Aars-Nibe-Svenstrup Jernbane, hvis tog fra 1902 blev ført videre mellem Svenstrup og Aalborg. I 3 år var Svenstrup altså endestation, så der blev anlagt en drejeskive og opført en simpel træremise. Den gamle stationsbygning var nu for lille og lå på den "forkerte" side af banen, så den nuværende stationsbygning på vestsiden af banen blev opført og taget i brug 8. oktober 1900. I 1914 blev der også opført et baneformandshus.
Nibebanen, der i 1910 blev forlænget til Hvalpsund, blev nedlagt 31. marts 1969.

### Aalborg Nærbane
Svenstrup Station lukkede i 1972, men blev genåbnet i 2003 som en del af Aalborg Nærbane.